# Herman II van Werl
Herman II van Werl (ca. 980 - vermoedelijk na 14 september 1029) stamde uit de hoogste West-Europese adel. 
Hij was een zoon uit het eerste huwelijk van de Saksische graaf Herman I van Werl (Werl ligt ten oosten van het Roergebied) met Gerberga van Bourgondië, een dochter van Koenraad van Bourgondië en Mathilde van Frankrijk. 
Herman was graaf van Werl vanaf 997. Hij verwierf ook de graafschappen Lochtrop (bij Eslohe) en Dreigau (in het Sauerland) en in het bisdom Osnabrück. Ook was hij voogd van de abdij van Werden, de abdij van Liesborn, het stift van Meschede en het stift van Oedingen. Oedingen werd door Herman samen met zijn moeder, Gerberga van Bourgondië, gesticht.
Herman was een trouw bondgenoot van zijn halfzuster Gisela van Zwaben en daardoor een tegenstander van keizer Hendrik II. In 1018 werd Herman gevangengenomen door Udo van Stade, neef van de bisschop van Münster in een conflict over het voogdijschap over Liesborn, wat Herman uiteindelijk verloor. In 1019-20 verzette hij zich samen met de Billungen en de paltsgraven tegen de politiek van Hendrik II die sterk op de bisschoppen steunde. Herman kwam ook in conflict met de aartsbisschop van Keulen over voogdijschappen en over de gevangenname van zijn moeder. Na de dood van Hendrik II speelde Herman een belangrijke rol in de verkiezing van Koenraad II de Saliër (de man van Gisela) tot koning van Duitsland.
Herman was in 997 met een onbekende vrouw getrouwd, en hertrouwde in 1007 met Godila van Rothenburg (ca. 968 - 18 juni 1015). Zij was dochter van Werner van Rothenburg (ovl. 1015), neef van bisschop Wigfried van Verdun, en weduwe van Lotharius III van Walbeck. Wegens te nauwe verwantschap werden Herman en Godila geëxcommuniceerd, wat een geliefd middel van Hendrik II was om zijn tegenstanders te dwarsbomen. Herman en zijn eerste vrouw kregen de volgende kinderen:
- Hendrik (ovl. na 1051), graaf van Werl, voogd van Höddeken en van de kathedraal van Paderborn en was net als zijn vader in conflict met de bisschoppen van Münster.
- Koenraad
- Adalbert
- Bernard (ovl. na 1066). Graaf van Werl en van Friesland. Voogd van Soest, Paderborn, Werden en Liesborn. Stichtte het kasteel van Arnsberg. Vader van: Koenraad van Werl-Arnsberg, Hendrik (in 1084 bisschop van Paderborn), Liupold (graaf van Werl-Arnsburg als opvolger van zijn broer).